# Боломаче
Боломаче су насељено место у општини Брестовац, у западној Славонији, Република Хрватска.

## Историја
Насеље је 1885. године било у Пакрачком изборном срезу за црквено-народни сабор са пописаних 780 православних житеља.
До нове територијалне организације налазило се у саставу бивше велике општине Славонска Пожега.

## Становништво
Насеље је према попису становништва из 2011. године имало 22 становника.

### Национални састав
| Националност       | 1991.       | 1981.       | 1971.       |
| Срби               | 16 (69,56%) | 18 (64,28%) | 8 (30,76%)  |
| Хрвати             | 7 (30,43%)  | 9 (32,14%)  | 18 (69,23%) |
| Југословени        | 0           | 0           | 0           |
| остали и непознато | 0           | 1 (3,57%)   | 0           |
| Укупно             | 23          | 28          | 26          |